# عجم

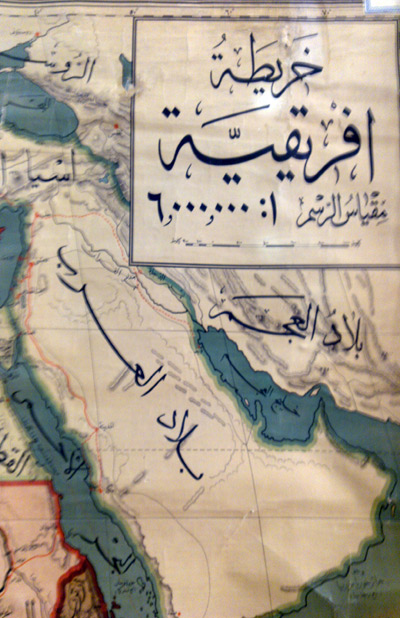
یک نقشه متعلق به عثمانی که ایران را «بلاد عجم» و خلیج فارس را «خلیج عجم» نشان می‌دهد.

عَجَم واژه‌ای عربی به معنای گنگ است که در طول تاریخ به مردمان غیر عرب ازجمله ایرانیان اطلاق می‌شده است. این واژه در دوره امویان معنایی تحقیرآمیز پیدا کرد. در زبان ترکی اسناد زیادی وجود دارد که در آنها از عجم برای اشاره به زبان فارسی استفاده شده است.

## واژه‌شناسی
عجم یک واژهٔ عربی است که مانند بسیاری دیگر از واژگان این زبان همراه با مشتقات خود وارد زبان فارسی وارد شده است. این واژه در اصل به معنای «گنگ»، «زبان بسته» و «غیر فصیح» است. به گفته دهخدا، عجم به معنای «غیر عرب» یا «ایرانی» است. به نوشتهٔ دانشنامه ایرانیکا، فعل عَجَمَ در لغت عربی به معنای «گنگ صحبت کردن» یا «زمزمه کردن» است. مشابه یونانیان باستان که اصطلاح «بربر» به معنای «افرادی که به زبان یونانی صحبت نمی‌کنند» را برای تمام همسایگان خود به‌کار می‌بردند، این اصطلاح را نیز می‌توان در مورد هر یک از متکلمان زبان‌های غیرعربی که اعراب فاتح با آنها در تماس بودند، به‌کار برد. بعدها، ایرانیانی که به زعم اعراب از فصاحت و بلاغت عربی بی‌بهره بودند، به این نام خوانده شدند و فراوانی کاربرد این واژه در این معنا، باعث شد که یکسره از آن معنای «ایرانی» برداشت شود. بنا بر پژوهش‌ها، این انگاره که واژه اعجم یا عجم واژه‌ای ایرانی و برخاسته از «آل جم» است، پذیرفتنی به نظر نمی‌آید؛ زیرا در عربی هیچگاه سابقه تبدیل لام به عین وجود ندارد.

## کاربرد

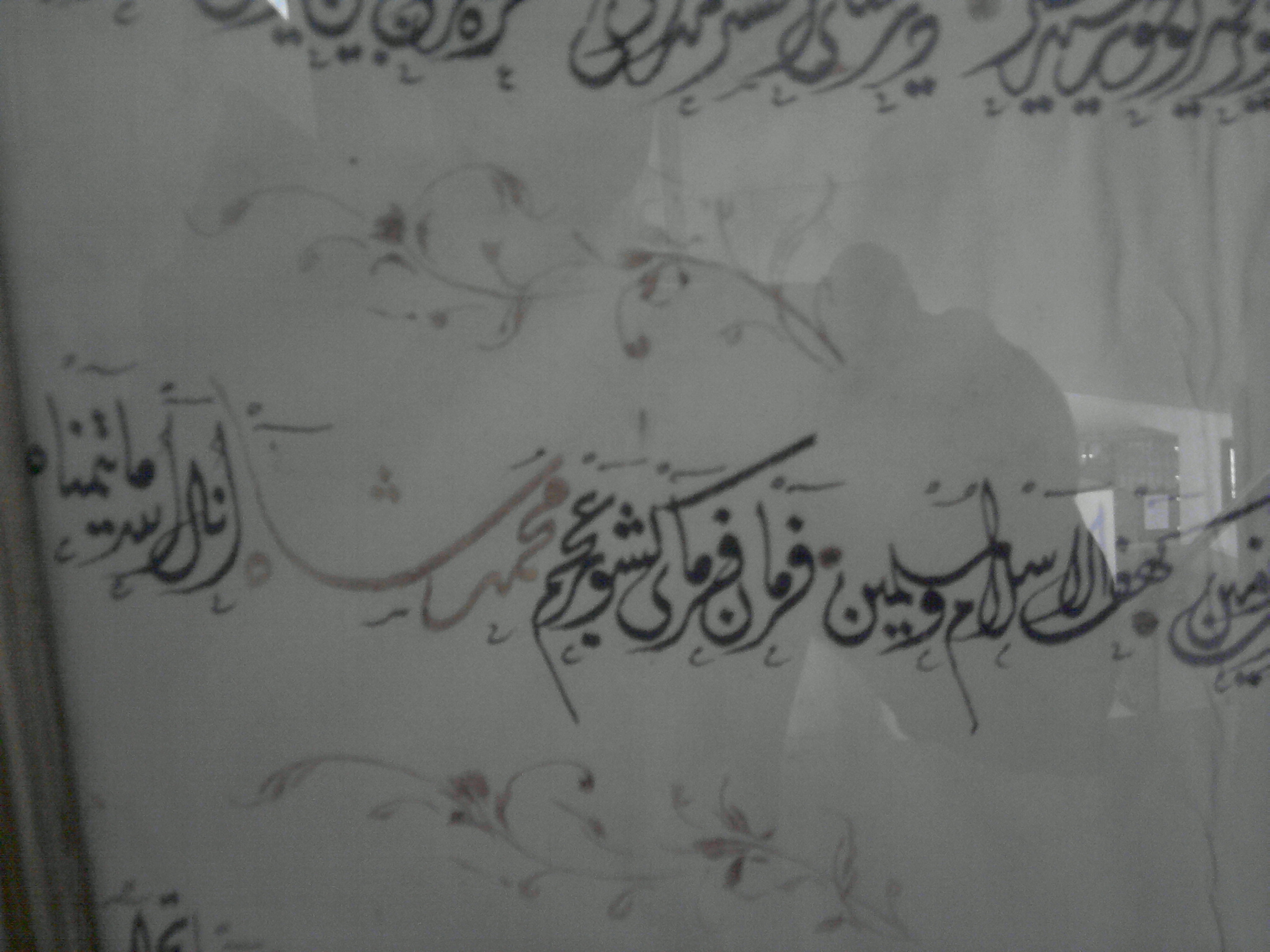
به‌کار بردن عبارت «فرمان فرمای کشور عجم» در اشاره به حاکم ایران در نامهٔ سلطان محمود دوم عثمانی به محمدشاه قاجار در ۱۸۳۹ میلادی.

«عجم» نامی بود که در ادبیات عرب قرون وسطی به غیرعرب‌های امپراتوری اسلامی، به‌ویژه ایرانیان اطلاق می‌شد. در اسپانیای مسلمان، اصطلاح عجم برای گویشوران زبان‌های اسپانیایی بومی شبه‌جزیره ایبری به‌کار می‌رفت و در قرون وسطای متأخر، اصطلاح زبان‌شناختی «عجمیه» به زبان‌های اسپانیایی که به خط عربی نوشته شده‌اند، اشاره داشت. جاهلیت نوظهور عرب که اندکی پیش از این‌ها حتی در میان خود اعراب گونه‌ای دو دستگی به وجود آورده بود و قریش را (که پیامبر اسلام در آن به دنیا آمده بود) در یک سو و هرچه غیر از قریش را در سویی دیگر می‌نهاد، پای پیشتر گذاشت و با تکیه بر قدرت معنوی اسلام، این بار عرب را در یک سو و هرچه غیر عرب را در سویی دیگر نهاد. نهضت شعوبیه پاسخی در برابر این حرکت ارتجاعی بود.
واژهٔ اعجم و عجم و دیگر مشتقات آنها در فارسی و عربی، عموماً به همان مفاهیمی به‌کار رفته‌اند که در معنای وضعی و اولیه این واژگان در نظر در عربی بوده است. استعمال واژه اعجم و عجم به معنای «ایرانیان» تنها یکی از کاربردهای این واژه می‌باشد که در اثر پاره‌ای تحولات تاریخی گاهی مطلقاً به ایرانیان عجم اطلاق شده است. اگرچه به غیر ایرانیان نیز فراوان اطلاق شده است، اما همسایگی و اختلاط فراوان ایرانیان و اعراب همواره اشاره این واژه را متوجه مردمان ایرانی نموده است.
همان‌طور که یونانیان اصطلاح «بربر» را برای دشمنان بزرگ خود یعنی پارسیان به‌کار می‌بردند، اعراب نیز در اوایل دورهٔ اسلامی نام عجم را به ویژه برای ایرانیان استفاده می‌کردند. تمایز میان عرب و عجم از گذشته و در اشعار پیش از اسلام و اوایل عصر اسلامی، قابل مشاهده است. به‌طور کلی، عجم یک اصطلاح تحقیرآمیز بود که اعراب با اعتقاد به برتری سیاسی و اجتماعی خود، در صدر اسلام از آن استفاده می‌کردند. اما در قرون سوم تا نهم هجری، غیرعرب‌ها و مهم‌تر از همه ایرانی‌ها، اگر نگوییم برتری (مشابه روندی که در نهضت شعوبیه دیده شد)، برابری اجتماعی و فرهنگی خود را نسبت به اعراب ابراز می‌کردند. در هر صورت، همواره در برخی از اذهان جریانی از تحسین عجم‌ها در جایگاه وارثان سنت‌های باستانی و فرهنگی زنده وجود داشت. در تأیید این جایگاه، جاحظ نویسنده بزرگ عرب، کتابی به نام التسویة بین العرب و العجم (برابری میان عرب و عجم) نوشت. پس از دستیابی ایرانیان به قدرتی در جهان اسلام و پایان مناقشات، «عجم» به یک نام قومی و جغرافیایی ساده تبدیل شد. در ادبیات جغرافیایی دوره سلجوقی به بعد، نواحی جبال و ماد در ایران، «عراق عجم» نامیده می‌شد.
در زنگبار عجمی و عجمو به معنای «پارسی» است که از خلیج فارس یا شهرهای شیراز و سیراف آمده است. در زبان ترکی اسناد زیادی وجود دارد که در آنها از عجم برای اشاره به زبان فارسی استفاده شده است. در منطقه خلیج فارس، اعراب هنوز از ایرانیان با عنوان «عجمی» یاد می‌کنند و از فرش ایرانی با عنوان «سجاد العجمی»، از گربه ایرانی به عنوان «قطه عجمی» و از شاهان ایرانی به عنوان «ملوک عجمی» یاد می‌کنند.

## در قرآن
واژهٔ «عجم» در سه بخش متفاوت از قرآن نیز به‌کار رفته است:
- ﴿وَلَقَدْ نَعْلَمُ أَنَّهُمْ یَقُولُونَ إِنَّمَا یُعَلِّمُهُ بَشَرٌ لِسَانُ الَّذِی یُلْحِدُونَ إِلَیْهِ أَعْجَمِیٌّ وَهَذَا لِسَانٌ عَرَبِیٌّ مُبِینٌ﴾
  - ترجمه: می‌دانیم که می‌گویند این قرآن را بشری به او می‌آموزد اما زبان کسی که به او نسبت می‌کنند عجمی است حال آنکه این زبان عربی روشنی است، سوره نحل (۱۶) آیه ۱۰۳.
- ﴿وَلَوْ جَعَلْنَاهُ قُرْآنًا أَعْجَمِیًا لَقَالُوا لَوْلَا فُصِّلَتْ آیَاتُهُ أَأَعْجَمِیٌّ وَعَرَبِیٌّ قُلْ هُوَ لِلَّذِینَ آمَنُوا هُدًی وَشِفَاءٌ وَالَّذِینَ لَا یُؤْمِنُونَ فِی آذَانِهِمْ وَقْرٌ وَهُوَ عَلَیْهِمْ عَمًی أُولَئِکَ یُنَادَوْنَ مِنْ مَکَانٍ بَعِیدٍ﴾
  - ترجمه: اگر قرآن را به زبان عجم می‌فرستادیم می‌گفتند چرا آیاتش به روشنی بیان نشده است؟ کتابی به زبان عجم و پیامبری عرب؟ بگو این کتاب برای آنها که ایمان آورده‌اند هدایت و شفاست و آنها که ایمان نیاورده‌اند گوش‌هایشان سنگین است و چشمانشان کور است و چنانند که گویی آنها را از جایی دور ندا می‌دهند، سوره فصلت (۴۱) آیه ۴۴.
- ﴿وَلَوْ نَزَّلْنَاهُ عَلَی بَعْضِ الْأَعْجَمِینَ. فَقَرَأَهُ عَلَیْهِمْ مَا کَانُوا بِهِ مُؤْمِنِینَ﴾
  - ترجمه: و اگر آن را به برخی از عجم‌ها می‌فرستادیم و او آن را بر آنها می‌خواند ایمان نمی‌آوردند، سوره شعراء (۲۶) آیه‌های ۱۹۸ و ۱۹۹.

## در ادب پارسی
در ادبیات فارسی، شاعران بسیاری از واژهٔ «عجم» در اشاره به مردمان ایرانی یا غیر عرب‌ها استفاده کرده‌اند؛ مانند:
| کجا شد فریدون و ضحاک و جم |  | مهان عرب خسروان عجم |
| — فردوسی                  |  |                     |

| مرغان بر گل کنند جمله به نیکی دعا |  | بر تن و بر جان میر بارخدای عجم |
| — منوچهری                         |  |                                |

| مرد را چون هنر بباشد کم |  | چه ز اهل عرب چه ز اهل عجم |
| — سنایی                 |  |                           |

| غم ترکان عجم کان همه ترک ختنند |  | نخورم چون دل شادان به خراسان مانم |
| — خاقانی                       |  |                                   |

| همه ملک عجم خزانهٔ من |  | در عرب ماند خیلخانهٔ من |
| — نظامی              |  |                        |

| چنین گفت شوریده‌ای در عجم |  | به کسری که ای وارث ملک جم |
| — سعدی                   |  |                           |

## کاربردهای دیگر
- عثمانیان نام‌هایی با واژهٔ «عجم» (مانند دیار عجم و بلاد عجم) را برای اشاره به ایران صفوی به‌کار می‌بردند.[۶]
- ایرانیان ساکن در کویت و بحرین را «عجمی» می‌خوانند.[۷]
- به گفتهٔ شهرزاد مجاب، «عجم» توسط کردها برای اشاره به ایرانیان و گاهی ترک‌ها به‌کار می‌رود.[۸]
- در آناتولی شرقی، گاهی مردمان آذربایجانی را «عاجم» (به ترکی استانبولی: acem) می‌نامند که همان واژهٔ عجم در عربی است.[نیازمند منبع] همچنین، این واژه از نام‌های ایران و ایرانیان در زبان ترکی استانبولی است.[۹]
- واژهٔ «عجم» به عنوان نام خانوادگی هم استفاده می‌شود که بیشترین کاربرد آن در هند و ایران با به ترتیب، بیش از ۲۶ و ۶ هزار دارنده است.[۱۰]